# E. R. Braithwaite
Edward Ricardo Braithwaite (n. 27 iunie 1912, Georgetown, Guyana – d. 12 decembrie 2016, Rockville, Maryland, SUA) a fost un romancier, profesor și diplomat guyanez.

## Lucrări (selectiv)
- 1959 Domnului profesor, cu dragoste (To Sir, With Love)
- 1962 Paid Servant
- 1962 A Kind of Homecoming
- 1965 Choice of Straws
- 1972 Reluctant Neighbours
- 1976 ‘Honorary White’: A visit to South Africa